# Luigi Galleani
Luigi Galleani (Vercelli, 12 de agosto de 1861-4 de noviembre de 1931) fue un anarcocomunista italiano que posteriormente emigraría a los Estados Unidos. Fue famoso por liderar un círculo de militantes anarquistas-terroristas de ideas ilegalistas que ejecutó varias acciones de sabotaje, así como ataques con bombas a objetivos dentro de Estados Unidos. Posteriormente sería deportado a Italia durante el ascenso de Mussolini.
También fue conocido por ser un efectivo orador en actos públicos de obreros y desarrolló un amplio esfuerzo propagandístico y teórico en estos sectores sociales. En Estados Unidos editó durante 15 años el periódico en italiano Cronaca Sovversiva, donde llegaron a colaborarar Sacco y Vanzetti, hasta que fue prohibido por la Ley de Sedición de 1918. Escribiría varios ensayos en donde describe sus posiciones políticas, entre los cuales destaca el publicado en 1914 Faccia a facciao col nemico ("Cara a cara con el enemigo"). 

## Biografía
Nacido en Vercelli en una familia de clase media, Galleani se convirtió en anarquista en la adolescencia mientras estudiaba en la Universidad de Turín. Abandonó los estudios y volcó sus actividades en la propaganda anarquista. Forzado a escapar a Francia para evadir las persecuciones, pronto fue expulsado de ese país por participar en las manifestaciones del Primero de Mayo.
Galleani se fue a Suiza, donde asistió a la Universidad de Ginebra, pero fue expulsado nuevamente por agitador, al organizar un acto en homenaje a los mártires de Haymarket. Volvió a Italia y nuevamente sufrió la persecución policial como resultado de sus actividades anarquistas. Fue arrestado finalmente y pasó cinco años en prisión exiliado en la isla de Pantelaria cerca de Sicilia. 
Se escapó de Pantelaria en 1900 para refugiarse en Egipto; allí se le amenazó con la extradición, y se embarcó a Londres y luego a los Estados Unidos en 1901. Por esta época había cumplido 40 años y era un inmigrante sin dinero. 
Al poco tiempo de llegar a los Estados Unidos, Galleani atrajo la atención de los círculos anarquistas radicalizados debido a sus capacidades de orador carismático, que creía que la violencia era necesaria para derribar al capitalismo que oprimía a los trabajadores. Se describía a sí mismo con orgullo como un subversivo, un propagandista revolucionario dedicado a subvertir el gobierno y las instituciones establecidas, difundiendo una filosofía política basada en la acción directa. Era un orador extremadamente efectivo y un defensor de la violencia revolucionaria. Carlo Buda, hermano del fabricante de explosivos Mario Buda, dijo de él, "Si escuchas a Galleani hablar, quedabas dispuesto a dispararle al primer policía que vieras".
Galleani se asentó primero en Nueva Jersey, pero fue acusado por incitar a disturbios y se trasladó a Canadá, de donde también fue expulsado pronto. Se mudó a Vermont, donde se hizo conocido como un propulsor de la propaganda por el hecho. Fue el fundador y editor de Cronaca Sovversiva (Crónica Subversiva), una publicación anarquista en italiano, de aires bastante violentos, que fue publicada durante 15 años hasta que fue clausurada por el gobierno norteamericano por el Sedition Act de 1918.
Muchos de los libros que ostentan la firma de Galleani son en verdad extractos de sus escritos para Cronaca Sovversiva. Una excepción es La Fine dell'anarchismo? (¿El fin del anarquismo?) en el que Galleani sostiene que el anarquismo está muy lejos de estar muerto y continúa siendo un movimiento relevante en lo político-social.

### Actividades revolucionarias
Con el tiempo, Galleani se convirtió en una provocación para las autoridades gubernamentales y policiales. Pronto atrajo a un grupo de amigos radicales y de seguidores conocidos como Galleanistas, entre ellos Frank Abarno, Gabriella Segata Antolini, Pietro Angelo, Luigi Bacchetti, Mario Buda alias 'Mike Boda', Carmine Carbone, Andrea Ciofalo, Ferrucio Coacci, Emilio Coda, Alfredo Conti, Roberto Elia, Luigi Falsini, Frank Mandese, Riccardo Orciani, Nicola Recchi, Giuseppe Sberna, Andrea Salsedo, Raffaele Schiavina, Nestor Dondoglio alias Jean Crones, Carlo Valdinoci, y los famosísimos Nicola Sacco y Bartolomeo Vanzetti.

Las actividades de Galleani y su grupo se centraron alrededor de la promoción de una forma radical y violenta de anarquismo, que se manifestaba en los discursos, las publicaciones, la propaganda en el movimiento obrero, la protestas políticas y en reuniones clandestinas. Con el tiempo, los seguidores de Galleani comenzaron a utilizar bombas y otros medios violentos para difundir sus ideas, práctica que el propio Galeani alentaba, pero en las que aparentemente no participaba. Con el asesoramiento de un amigo que era químico y experto en explosivos, el profesor Ettore Molinari, Galleani escribió un folleto de 46 páginas titulado La Salute è in voi!, donde explicaba cómo hacer una bomba. El prefacio al texto indicaba claramente sus intenciones: remediar el 'error' de abogar por la violencia sin brindar a los subvesivos los medios físicos para destruir al gobierno y las instituciones. El manual de Galleani fue considerado como práctico y exacto por los miembros del New York City Bomb Squad, aunque Galleani cometió un error al transcribir la fórmula de Molinari de la nitroglicerina, lo que causó más de una explosión prematura a los fabricantes de bombas incautos (Galleani hizo una corrección del texto a los lectores en 1908 en un número de Cronaca Sovversiva). 

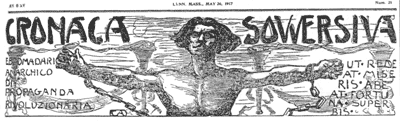
Título de Cronaca Sovversiva, periódico editado por L. Galleani.

La reivindicación de la violencia hecha por Luigi Galleani fue llevada a la práctica por sus seguidores en 1914. Los galleanistas estuvieron involucrados al menos en dos atentados en Nueva York luego de que la policía reprimiera una protesta en el domicilio de John D. Rockefeller en Tarrytown, Nueva York. Durante los meses siguientes ocurrieron atentados con explosivos en diversas partes de esa ciudad, tales como la estación de policía, varias iglesias, etc. El 14 de noviembre de 1914 se descubrió, antes de que llegara a explotar, una bomba contra un juez que había condenado a un joven anarquista, y en enero de 1915 fue descubierto un complot para volar la Catedral de Saint Patrick en Nueva York, encontrándose una copia de La Salute è in voi! en el domicilio de uno de los sospechosos.
En 1916 un galleanista de Chicago, Nestor Dondoglio, que era un cocinero que se hacía llamar Jean Crones, envenenó a alrededor de 200 invitados a un banquete en honor del arzobispo Mundelein agregándole arsénico a la sopa. Ninguna de las víctimas murió debido a que, en desesperación por eliminar a los invitados, Dondoglio utilizó demasiado veneno, lo que provocó vómitos a las víctimas. El domicilio de Dondoglio fue requisado, encontrándose los elementos del atentado, pero no al autor que quedó prófugo. Luego de burlar a la policía en repetidas ocasiones, Dondoglio se trasladó a la Costa Este, donde fue ocultado por otro galleanista hasta su muerte en 1932. El 6 de diciembre de 1916, otro galleanista, Alfonso Fagotti, fue arrestado por apuñalar a un policía con un cuchillo de carnicero durante una manifestación en Boston. En represalia, otros galleanistas hicieron estallar una bomba al día siguiente en el puesto policial de Salutation Street en Boston. Fagotti fue arrestado tiempo después y deportado a Italia.
Algunos autores han sospechado de la participación de galleanistas en el atentado de Preparedness Day, en San Francisco en 1916. Aunque nunca se acusó ni incriminó a nadie por el hecho, por las características de los explosivos utilizados, algunos historiadores manejan la hipótesis de que el atentado podría ser obra de Mario Buda.
En 1917, un grupo de galleanistas abandonó los Estados Unidos y se instaló en México esperando la llegada de la Revolución para evitar el servicio militar. Los atentados cesaron por un tiempo. A fines de ese año, desilusionados con el curso de la revolución mexicana, muchos galleanistas retornaron a los Estados Unidos y retomaron sus actividades.
Se cree que fue Mario Buda quien, el 24 de noviembre de 1917 en la ciudad de Milwaukee, construyó una gran bomba de pólvora negra con un detonador "de retardo" de ácido que explotó en el Departamento de Policía de Milwaukee donde había sido transportada luego de ser retirada de los cimientos de una iglesia, objetivo inicial del atentado. La explosión mató a nueve policías y a una mujer, en su momento el más grave atentado terrorista en los Estados Unidos. También hubo incidentes aislados de diverso éxito en Nueva York, San Francisco, Washington D. C., Boston y Milwaukee, que se atribuyeron a los partidarios de Galleani, pero nunca hubo una acusación oficial. Por esa época, el Congreso y la opinión pública habían comenzado a demandar acciones contra los militantes anarquistas y otros promotores de las acciones violentas.
Una galleanista de 19 años de edad, Gabriella Segata Antolini, fue arrestada el 17 de enero de 1918 por transportar una cartera llena de dinamita que había recibido de Carlo Valdinoci. Cuando la interrogaron, dio un nombre falso y rehusó cooperar con las autoridades o brindarles alguna información; fue enviada a prisión durante 14 meses. Mientras permaneció en la cárcel, Antolini conoció a la notoria anarquista Emma Goldman, con quien trabó amistad. El propio Galleani fue arrestado en algunas ocasiones por agitar en conflictos laborales y reivindicar la anarquía, pero siempre terminó absuelto.
En febrero de 1918, las autoridades de los EE. UU. allanaron las oficinas de Cronaca Sovversiva, suprimieron la 
publicación y arrestaron a los editores. La lista de suscriptores había sido escondida por uno de los miembros del 
grupo editor, pero las autoridades obtuvieron más de 3000 nombres y direcciones de un paquete que había sido enviado por correo.
En octubre de 1918, el Congreso aprobó la nueva ley contra los residentes extranjeros implicados en actividades 
anarquistas o actividades revolucionarias, el Anarchist Exclusion Act. En respuesta, Galleani y sus seguidores 
le declararon la guerra al gobierno de los EE. UU. y expresaron sus intenciones mediante un comunicado amenazante: "La deportación no detendrá la tormenta que azota estas costas. La tormenta ha llegado y pronto los alzará, los estrellará y 
aniquilará a todos ustedes en sangre y fuego... ¡Nosotros los dinamitaremos!" Una serie de atentados a hombres de 
negocios y funcionarios gubernamentales siguió a continuación, incluyendo una bomba que voló el domicilio del juez Moschzisker, que en 1908 había sentenciado a cuatro anarquistas italianos a largas condenas en prisión.
El 27 de febrero de 1919, un día después de escuchar un incendiario discurso de Galleani (que estaba aguardando su 
notificación para ser deportado), cuatro galleanistas murieron en una planta textil de Franklin, Massachusetts, cuando una bomba de dinamita que estaban manipulando explotó prematuramente. 
A fines de abril de 1919, aproximadamente 30 paquetes de dinamita destinados a políticos, autoridades judiciales y 
financistas prominentes (incluyendo a John D. Rockefeller) fueron enviados por correo. Una fue enviada a un agente 
del FBI que estaba encargado de encontrar a algunos galleanistas fugitivos, entre los que estaba Carlo 
Valdinoci. Los galleanistas tenían planeado enviar las bombas el Primero de Mayo, día internacional de solidaridad 
revolucionaria de los trabajadores. Solo unos pocos paquetes alcanzaron a enviarse. Debido a que los perpetradores 
no colocaron la cantidad de estampillas suficientes para el franqueo, uno de los paquetes fue descubierto y la 
mayoría de ellos fueron interceptados por sus características comunes. Nadie resultó muerto por las cartas bomba, 
pero cuando una empleada doméstica del senador Hardwick (un promotor de la llamada Anarchist Act, es decir, la ley de inmigración de 1903) abrió el correo enviado a su casa de Georgia, la explosión le amputó ambas manos.
En junio de 1919, los galleanistas planearon explosionar simultáneamente 8 grandes bombas en varias ciudades de los 
EE. UU. Entre los objetivos figuraban los domicilios de jueces, empresarios, un alcalde, un inspector de migraciones y una 
iglesia. Al parecer, creyendo que sus primeras bombas eran insuficientemente potentes, las nuevas bombas incluían metralla y utilizaban hasta 9 kilogramos de dinamita. Entre las víctimas señaladas había políticos que habían firmado la ley antisedición y la ley de deportación, o jueces que habían sentenciado a anarquistas galleanistas a prisión. Fueron atacadas las residencias del alcalde Harry L. Davis de Cleveland, el juez W.H.S. Thompson y el fiscal general A. Mitchell Palmer (que ya había sido blanco de un atentado con cartas bomba). Ninguno de los funcionarios resultó muerto, aunque sí ocasionaron la muerte de un sereno, una mujer que caminaba por la calle y uno de los galleanistas, Carlo Valdinoci, un exeditor de Cronaca Sovversiva, y hombre muy cercano al propio Galleani. Aunque Palmer y su familia resultaron ilesos, quedaron fuertemente conmocionados por la explosión.
Valdinoci voló en pedazos frente a la casa de Palmer, que quedó enormemente dañada (la poderosa explosión arrojó a 
algunos vecinos de sus camas). Sus restos se dispersaron en un radio de hasta dos manzanas. Todos los explosivos 
fueron colocados junto a una nota que decía: "Guerra, guerra de clases y usted está en primera línea bajo la 
cubierta de las poderosas instituciones que llaman orden, en lo tenebroso de sus leyes. Habrá un baño de sangre; 
nosotros no lo rehuiremos; habrá quien tenga que morir: lo mataremos porque es necesario; habrá mucha destrucción; 
lo haremos para liberar al mundo de sus tiránicas instituciones." 
El tipógrafo Andrea Salsedo y el compositor Roberto Elia fueron arrestados por las autoridades que siguieron la pista de los panfletos hasta la imprenta donde Salsedo trabajaba. Este fue interrogado duramente (se dice que fue 
torturado) por los agentes federales, pero después de facilitar alguna información, quedó, según la policía, muy angustiado. Murió al saltar, o ser arrojado, desde el piso 14 donde estaba detenido. Aunque Salsedo admitió que era anarquista y que había impreso el panfleto, no hubo otros arrestos o sospechosos, debido a la falta de evidencia y al rechazo de los galleanistas a colaborar brindando información a las autoridades. Elia fue deportado posteriormente; según su abogado, declinó un ofrecimiento para permanecer en los EE.UU si renegaba de sus contactos con los galleanistas.
Luego de la muerte de Valdinoci, Ferrucio Coacci y Nicola Recchi aparentemente habrían tomado un rol prominente en 
el liderazgo del grupo; ambos eran fabricantes de bombas. El fabricante de explosivos Nicola Recchi había perdido una mano en una 
explosión prematura, aunque continuó en la elaboración de bombas.
Bajo las leyes anteriores, el fiscal general Palmer del Departamento de Justicia no tenía autoridad como para 
deportar a los residentes extranjeros; solo podía hacerlo el Departamento de Migraciones. Hasta ese momento los 
anarquistas acusados podían retrasar sus deportaciones con continuas apelaciones legales. Con la opinión pública y 
la prensa reclamando acciones, Palmer y otros funcionarios del gobierno iniciaron una serie de investigaciones 
mediante escuchas telefónicas ilegales, listas de suscripción de periódicos radicales y otras medidas para 
investigar a miles de anarquistas, comunistas y socialistas. Con la evidencia en la mano y en acuerdo con el 
Departamento de Migraciones, Palmer y el Departamento de Justicia comenzaron a hacer redadas y deportar a muchos 
radicales como pudieron mediante el Anarchist Act, una ola de arrestos conocida como las "redadas de Palmer".

### Deportación
Luigi Galleani y ocho de sus partidarios fueron deportados a Italia en junio de 1919, tres semanas después de la ola 
de atentados del 2 de junio. Aunque las autoridades no tenían pruebas suficientes que implicaran a Galleani, 
pudieron deportarlo porque era un residente extranjero que había alentado abiertamente a derrocar al gobierno por 
medios violentos y había firmado el manual de fabricación de bombas titulado "La Salute è in voi!". Una vez en 
Italia, Galleani atrajo la atención de las autoridades, que lo obligaron a exiliarse en una isla de las costas 
italianas. Cuando Mussolini llegó al poder, Galleani estuvo bajo vigilancia policial constante del régimen 
fascista. Posteriormente se le permitió retornar al territorio continental italiano, pero la vigilancia policial 
persistió. Galleani murió de un ataque cardíaco en 1931 a la edad de 70 años.

## Epílogo
Los seguidores de Galleani no recibieron bien su deportación, como tampoco la noticia de que sus compañeros Sacco y 
Vanzetti habían sido acusados de homicidio. Una ola de atentados vino a continuación. Uno o más seguidores de 
Galleani, especialmente Mario Buda, fueron señalados como sospechosos de perpetrar el atentado de Wall Street de 1920, que dejó un saldo de 33 muertos. Después de la ejecución de Sacco y Vanzetti en 1927, continuó 
la ola de atentados atribuidos a galleanistas. Varios funcionarios judiciales y carcelarios fueron elegidos como 
blancos, incluyendo al juez Webster Thayer, y al verdugo, Robert Elliott.
Después de retornar a Italia, Ferrucio Coacci y Nicola Recchi viajaron a Argentina, donde Coacci rápidamente se unió 
al grupo de Severino Di Giovanni. Deportado luego del fusilamiento de Di Giovanni, Coacci regresó tras la 
Segunda Guerra Mundial. Mario Buda también volvió a Italia poco después del atentado de Wall Street, y vivió 
allí hasta su muerte en 1963.